# وینی یاردز، فلوریدا
وینی یاردز (به انگلیسی: Vineyards) یک منطقهٔ مسکونی در ایالات متحده آمریکا است که در شهرستان کلیر، فلوریدا واقع شده‌است. وینی یاردز ۵٫۹ کیلومتر مربع مساحت و ۳٬۳۷۵ نفر جمعیت دارد و ۳ متر بالاتر از سطح دریا واقع شده‌است.